# アペラシオン・ドリジーヌ・コントロレ

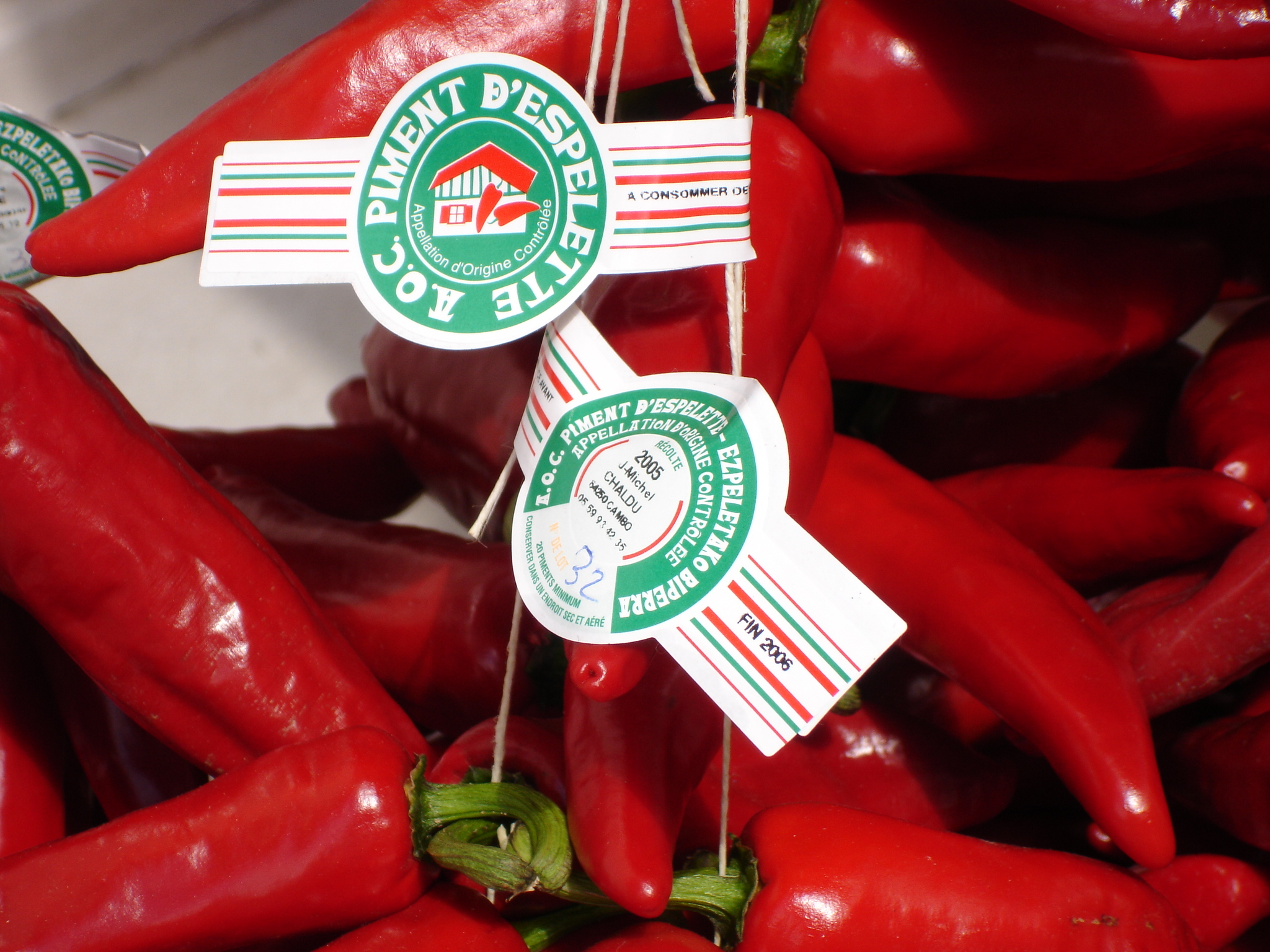
ピーマンに付されたAOCラベル

アペラシオン・ドリジーヌ・コントロレ（仏: Appellation d'Origine Contrôlée; AOC フランス語発音: [aose]、アオセ）とは、フランスの農業製品、フランスワイン、チーズ、バターなどに対して与えられる認証であり、製造過程および最終的な品質評価において、特定の条件を満たしたものにのみ付与される品質保証である。日本語に翻訳すると「原産地統制呼称」「原産地呼称統制」などとなる。フランスの法律では、AOCの基準を満たさないものは、AOCで規制された名称で、製品を製造または販売することは違法である。フランスの原産地呼称委員会（Institut National des Appellations d'Origine, INAO）が管理している。
全てのAOC製品は、ラベルや製品そのものに印刷された証印によって識別される。可能な限り不当表示を防止するため、いかなるAOC名も、そうでない製品のラベルには使用されない。生産者の住所における地名がAOC名である場合は、5桁の郵便番号をつかって代替させる。この場合、最初の2桁の番号が県を示す。

## 歴史
AOCの原点はブルーチーズのロックフォールが議会の布告によって規制された、15世紀に遡る。直接的にAOCの前身となった近代的な法の整備としては、1905年の「原料の偽装を取り締まる法律」、そして1919年5月6日に制定された「原産地保護に関する法律」がある。これは製品が生産されるべき地域や組織を特定したものであり、その後度重なる改訂が試されてきた。1925年にはこの法律に基づき、ロックフォールがチーズとしては最初のAOCを獲得している。
1935年7月30日、ワインの製造工程を管理する目的で、フランス農林省管轄の組織としてINAOが設立された。INAOは生産者・消費者・行政官の3者より構成される組織で、AOCの認定・運用などの業務を行っている。ローヌ県シャトーヌフ・デュ・パプ（Châteauneuf-du-Pape）のワイン醸造家にして老練な法律家でもあった Pierre Le Roy 男爵は、INAO設立よりわずか2年の後、1937年にコート・デュ・ローヌ（Côtes du Rhône）の名でAOCを獲得している。
AOCのマークは1950年代、60年代、70年代にそれぞれ作られ、フランスの法に基づき統制・管理されてきた。1990年7月2日には、INAOの管轄範囲がワインのみならず他の農産物にも拡大された。
AOCが規定する項目の最たるものは農産物の生産場所であるが、その範囲は実に様々である。様々な気候条件や土壌を含む広大な地域を認めるものもあれば、ごく狭小な範囲（例えば単一の畑）のみを指定する場合もある。例えば前述のコート・デュ・ローヌAOCでは40,000ヘクタールの耕地が指定されているが、シャトー・グリエ（Château Grillet）AOCの範囲は4ヘクタールに満たない。

## ワインのAOC

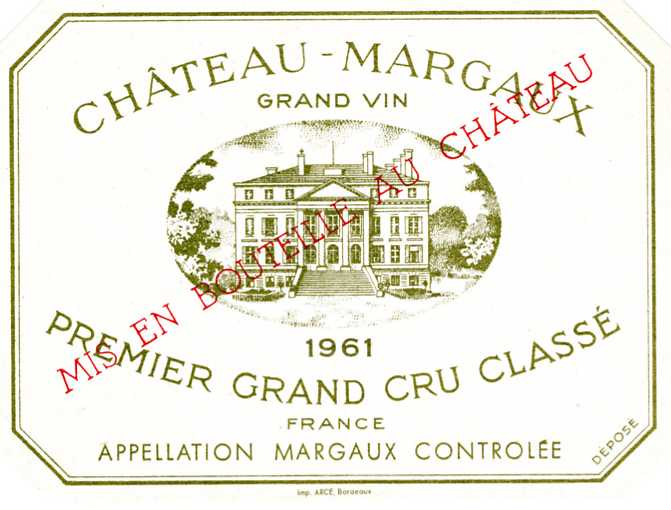
ワイン「シャトー・マルゴー」のラベル表示。「APPELATION MARGAUX CONTROLÉE」と表示されている

AOC製品の印として、ワインのラベルには必ず「Appellation Contrôlée」または「Appellation d'Origine（生産地）Contrôlée」の表示を入れる。
生産地の部分には、「Bordeaux（ボルドー）」などの地方名、「Médoc（メドック）」などの地区名、「Margaux（マルゴー）」などの村名が入る。
ブルゴーニュ・ワインの場合は、さらに「Romanée Conti（ロマネ・コンティ）」などの畑名まで入る。AOC法では、品質を保持し、産地名称を保護するため、ブドウ品種による最低アルコール度数の規定、最大収穫量、栽培法、剪定法、また地方によっては熟成方法なども規制している。
フランスワインの他、ブランデー、ラム酒にもAOCが制定される。

### AOCの規定
1. 生産地域 ： その産地内でできたブドウ100%で作られている。
2. 品種 ： ブドウの品種に関しても使用の可否に規定があるので、それが守られていること。
3. 最低アルコール度数 ： 収穫期のブドウの糖度にも規定がある。
4. 最大収穫量 ： 1ヘクタール当たりの最大収穫量が規制されている。ワインの品質は、単位面積当たりの原料ブドウの収穫量が少ないほど高くなる（多いほど低くなる）傾向があるので、面積あたりの生産量を増やしすぎることはワインの品質低下に直結する。このため、高い品質を維持するには、ブドウの花の開花の段階で調整し結実させる房の数を減らす必要がある。
5. 栽培法 ： ブドウの樹齢が5年を経過していること、など。
6. 剪定法 ： ブドウの樹の種類を考慮し、産地によっても異なる。
7. 醸造法 ： ミュスカデ、ロゼワイン、シャンパーニュのスパークリングワインには、特別に規定がある。産地によって異なる。
8. 熟成法 ： ボジョレー・ヌーヴォーの発売日や、発泡ワインの熟成法は、特に厳密に定められている。
9. 試飲検査 ： AOCワインのすべてが、試飲検査を受けなければならない。

## チーズのAOC
チーズの場合、ワインのように「d'Origine」の位置に生産地を直接記入はせず、円と楕円を組み合わせたラベルの中に「Appellation d'Origine Contrôlée」の語、産地名、チーズ名が別個に刻まれる。

### AOCの規定
1. 牧畜地域 ： 原料を生産する動物の牧畜場所。ボーフォールなどでは放牧の標高も規定される。
2. 生産地域 ： チーズの生産や熟成を行う地域。例えばロックフォールの場合、熟成完了から出荷までの作業はすべてロックフォール村内で行わなければならない。
3. 生産時期 ： 牛や羊などの放牧および搾乳の時期。
4. 乳の種類 ： 動物の種類（牛、羊、山羊、水牛）、品種、生乳か殺菌乳か。他に、一群の動物のみから集めた乳であるか、隣家の乳を混合していないか、などがチェックされるものもある。
5. 搾乳法 ： 乳を一日に何回搾るか、搾ってから何時間以内に酵素を添加すべきか、など。
6. 凝固温度 ： 凝乳酵素（レンネット）を加える時の温度。加熱の是非。製造時に原料を規定以上に加熱する事はもちろん、加熱する事が可能な設備がアトリエ（チーズの製造場）にあるだけでも資格取り消しとなる。
7. 凝固法 ： 凝乳を押し固めるか否か、その際に加熱するかどうか。
8. 加塩法 ： 乾いた塩を直に振るか、塩水に漬け込むか、など。
9. 菌種 ： チーズに明示的に真菌や細菌を加える場合、その種類や採集場所。
10. 熟成法 ： 熟成場所や最低熟成期間など。
11. サイズ ： チーズの重量、直径、高さなど。
12. 目視検査 ： チーズの概形が整っているか（異常に収縮、または膨潤していないか）、ヒビ割れは無いか、目（チーズの切断部に見える孔）の数は適切か、など。
13. 試食検査 ： チーズの甘みや金属味に関する官能検査。
14. 鑑札 ： 生産地や生産者などを記した鑑札（主にカゼイン製）が付いているか、鑑札上の文字が判読可能か。これはハード～セミハードのチーズに対して要求される項目である。
15. 販売時の形態 ： 表皮が特徴となるチーズでは、切り身に表皮が付いているか。表皮を付けて売る事を義務付けられたチーズでは、例えばすりおろして粉末にするなどの販売形態は許可されていない。この場合はAOC名以外の名前、例えばグリュイエールチーズなどの名称や、別途商標名で販売する事になる。

チーズにおけるAOCの規定はチーズ毎に様々であり、全てのAOCチーズでこれらの全項目に関する規定があるわけではない。評価方法やその厳しさも様々である。フランス国内で最も生産量の大きいチーズであるコンテの場合、毎年5%程度のチーズがAOCの基準を満たせずに失格し、コンテの名を冠されずに販売される。
カマンベールチーズはAOCの取得が遅すぎた（1983年）為、AOC認定に先んじて「カマンベール」の名で世界的に多くのコピーチーズが出回った。そうした状況を受け、カマンベールのAOCは単なる「カマンベール」ではなく、ノルマンディ産の「カマンベール・ド・ノルマンディ」（Camembert de Normandie）に対して与えられている。